# Eiko Yamazawa
Pour les articles homonymes, voir Yamazawa.
Eiko Yamazawa (山沢 栄子, Yamazawa Eiko, 19 février 1899-16 juillet 1995) est une photographe japonaise. 

## Biographie
Elle étudie le nihonga à l'université d'art et de design Joshibi puis la peinture à l'huile à l'école des beaux-arts de San Francisco où elle travaille aux côtés de Consuelo Kanaga. 
En 1931, elle ouvre un studio de portraits à Osaka et y fonde en 1950 l'institut de photographie Yamazawa. 
En 1960, elle se tourne vers l'abstraction.
Elle est lauréate de l'édition 1977 du prix de la Société de photographie du Japon dans la catégorie « Contributions remarquables ».

## Source
- (ja) Nihon shashinka jiten (日本写真家事典?) / 328 Outstanding Japanese Photographers. Kyoto: Tankōsha, 2000.  (ISBN 4-473-01750-8). En dépit du titre alternatif en anglais, tout le texte est en japonais.

## Source de la traduction
- (en) Cet article est partiellement ou en totalité issu de l’article de Wikipédia en anglais intitulé « Eiko Yamazawa » (voir la liste des auteurs).